# Sket, le choc du ghetto
Pour plus de détails, voir Fiche technique et Distribution.
Sket, le choc du ghetto (Sket) est un film britannique sorti en 2011.

## Synopsis
La jeune Kayla, sans mère et ayant perdu sa sœur à la suite d'une attaque d'un homme de main du trafiquant local, souhaite se venger. Elle tente de faire partie d'un gang de filles, violentes et ayant été opprimées par la vie, pour atteindre son but. Mais après la mort du trafiquant, elle se tourne vers son père pour qui, elle avait de la rancœur.

## Fiche technique
- Titre : Sket, le choc du ghetto
- Titre original : Sket
- Réalisation : Nirpal Bhogal
- Scénario : Nirpal Bhogal
- Costumes : Guy Speranza
- Photographie : Felix Weidemann
- Montage : Richard Elson
- Musique : Chad Hobson
- Production : Nick Taussig, Paul Van Carter, Terry Stone, Daniel Toland
- Société(s) de production : Revolver Entertainment, Gunslinger et Gateway Films
- Pays d'origine : Grande-Bretagne
- Langue originale : anglais
- Genre : Drame et thriller
- Durée : 80 minutes
- Dates de sortie :
  -  Royaume-Uni : 28 octobre 2011

## Distribution
- Lily Loveless : Hannah
- Riann Steele : Shaks
- Ashley Walters : Trey
- Aimee Kelly : Kayla
- Candis Nergaard : la femme balafrée